# Пашковський Максим Ігорович
Максим Ігорович Пашковський (нар. 24 березня 1983, Вінниця) — український IT-юрист, підприємець, політик. Народний депутат України IX скликання. Член Комітету Верховної Ради з питань транспорту та інфраструктури.

## Життєпис
Максим Пашковський народився 24 березня 1983 року у місті Вінниця в родині інженера та вчительки музики. Після закінчення школи вступив на юридичний факультет Києво-Могилянської академії.
Після закінчення університету Максим Пашковський зайнявся юридичним бізнесом, пов'язаним із захистом інтересів IT галузі. Директор ТОВ «Панчер Солюшнс». Засновник соціального проєкту "Юридична клініка «Швидка юридична допомога».
2005 р. — молодший юрист у юридичній компанії Києва. 2007 р. — юрист у виробничому холдингу ТОВ «Карбон». 2009 р. — зареєстрував ФОП, розпочав приватну практику. 2012 р. — заснував соціальний проєкт "Юридична клініка «Швидка юридична допомога». З 2013 р. — працює у сфері IT-бізнесу.
У 2019 році Пашковський був обраний Народним депутатом України на одномандатному виборчому окрузі № 11 у Вінниці та Вінницькому районі від партії «Слуга народу». На час виборів: директор ТОВ «Панчер Солюшнс», безпартійний. Проживає в м. Вінниці.
В 2021 році  волноваською міською військово-цивільною адміністраціює нагороджено пам'ятною медаллю «За благодійну діяльність».
У серпні 2022 року очолив підкомітет з питань адаптації законодавства України до положень права Європейського Союзу, виконання міжнародно-правових зобов’язань України у сфері європейської інтеграції Комітету з питань транспорту та інфраструктури Верховної Ради України. 

## Скандали
22 липня 2025 року проголосував за проєкт закону 12414, що обмежує Національне антикорупційне бюро України та Спеціалізовану антикорупційну прокуратуру. Закон викликав хвилю антикорупційних протестів.